# Pacs del Penedès
Pacs del Penedès település Spanyolországban, Barcelona tartományban. Lakosainak száma 935 fő (2024).

## Földrajza
Pacs del Penedès Vilobí del Penedès, Les Cabanyes, Vilafranca del Penedès, Santa Margarida i els Monjos és Sant Martí Sarroca községekkel határos.

## Népesség
A település lakosságának változását az alábbi diagram mutatja:
| Lakosok száma | 110  | 370  | 365  | 409  | 388  | 739  | 869  | 892  | 922  | 935  |
|               | 1717 | 1887 | 1936 | 1960 | 1986 | 2004 | 2009 | 2014 | 2019 | 2024 |